# بند عمر شاه
بند عمر شاه مربوط به دوره قاجار است و در فاصله ۲ کیلومتری جنوب غرب بیرجند، با جهت شرقی ـ غربی در مسیر رودخانه‌ای فصلی در داخل رشته کوه باقران واقع شده، این سازه با هدف ذخیره آب و مهار سیلابها با مصالح آجر، سنگ و ملات ساروج ساخته شده است. این بند تاریخی و گردشگاهی را از منظر ساختمانی، در گروه سدهای قوسی و نیز پایه‌ای قرار دارد؛ زیرا بدنه قوسی سد دارای دوپایه در وسط می‌باشد که دیواره سد را در مقابل فشار آب حمایت می‌نماید.
طول تاج این بند ۲۷ متر، عرض آن ۶–۴ متر و ارتفاع دیواره آن ۱۳ متر می‌باشد. در طرفین کانال تخلیه اضطراری آب دو پشت بند به عرض ۷۰/۱ متر شده که سبب استحکام بیشتر بند شده است. بند عمر شاه در سال ۱۳۶۷ از سوی اداره کشاورزی مورد بازسازی قرار گرفته به نحوی که چهره تاریخی این اثر مخدوش شده است. این بند تاریخی در دوره قاجار زمان حکمرانی امیر شوکت الملک علم (نیمه دوم قرن ۱۳ هـ) همراه دو بند تاریخی دیگر (بند دره و بند النگ) ساخته شده و این اثر در تاریخ ۱۹ اسفند ۱۳۸۰ با شمارهٔ ثبت ۴۸۱۵ به‌عنوان یکی از آثار ملی ایران به ثبت رسیده است.